# Джулия да Варано
Джу́лия да Вара́но (итал. Giulia da Varano), в замужестве Джу́лия да Вара́но де́лла Ро́вере (итал. Giulia da Varano della Rovere; 24 марта 1523, Камерино, герцогство Камерино — 18 февраля 1547, Фоссомброне, Урбинское герцогство) — принцесса из дома да Варано, дочь Джованни Марии да Варано, герцога Камерино. В своём праве герцогиня Камерино. Первая жена герцога Гвидобальдо II делла Ровере; в замужестве — герцогиня Урбино.

## Биография

### Происхождение
Родилась в Камерино 24 марта 1523 года. Она была единственным выжившим ребёнком в семье герцога Камерино Джованни Марии да Варано и его супруги Катерины Чибо. По отцовской линии приходилась внучкой синьору Камерино Джулио Чезаре да Варано и Джованне Малатеста, дочери синьора Римини Сиджизмондо Пандольфо Малатеста, известному под прозвищем «волк Романьи». По материнской линии была внучкой незаконнорождённого сына римского папы Иннокентия VIII, графа Ферентилло Франческетто Чибо и Маддалены Медичи, дочери правителя Флоренции Лоренцо Великолепного. Вскоре после рождения Джулию да Варано крестил епископ Варино Фаворино.

### Герцогиня Камерино
В 1527 году скончался герцог Джованни Мария да Варано. Ему наследовала его дочь, которая получила инвеституру от римского папы Климента VII. Регентом при несовершеннолетней герцогине стала её мать. Перед смертью отец завещал выдать Джулию замуж за Маттию, сына Эрколе да Варано, представителя ветви семьи да Варано из Феррары. Последние имели тесные связи с семьёй д’Эсте. Однако мать принцессы отказалась исполнить волю покойного мужа. За поддержку в борьбе с родственниками из Феррары, Катерина Чибо пообещала дочь в жёны герцогу Урбино Гвидобальдо II делла Ровере. 14 декабря 1527 года в Тоди стороны подписали соглашение, по которому по достижении брачного возраста Джулия должна была выйти замуж за Гвидобальдо и принести приданное в 30 000 дукатов. По этому соглашению её муж также становился соправителем в герцогстве Камерино с половиной дохода от феода.
Против этого брака выступил римский папа Павел III, который планировал женить на Джулии своего внука Оттавио Фарнезе. Несмотря на позицию Святого Престола, в 1534 году вдовствующая герцогиня Камерино выдала замуж тринадцатилетнюю дочь за двадцатилетнего герцога Урбино. Сразу после этого понтифик потребовал вернуть герцогство Камерино в состав Папского государства. В 1536 году Джулия вынужденно уступила права на владения семьи да Варано римскому папе Павлу III за 78 000 скудо. После жесткого давления со стороны Святого Престола в 1542 году герцог Урбино также признал права на герцогство Камерино за Папским государством.

### Брак и потомство
В браке Джулии да Варано и Гвидобальдо II делла Ровере родились двое детей. Первый умер вскоре после рождения. Единственным выжившим ребёнком стала дочь Вирджиния (17.09.1544 — 1571), которая впоследствии сочеталась в 1560 году первым браком с графом Федерико Борромео из Милана, племянником римского папы Пия IV, в 1569 году вторым браком с Фердинандо Орсини, герцогом Гравины.
Вскоре после рождения второго ребёнка, 18 февраля 1547 года Джулия да Варано умерла и была погребена в церкви при монастыре Святой Клары в Урбино. Во время эксгумации останков герцогини в 1999 году исследователи обнаружили на них сохранным роскошный похоронный наряд.

## В культуре
«Портрет Джулии да Варано делла Ровере» 1545 года кисти Тициана хранится в собраниях Палатинской галереи во Флоренции. Некоторые исследователи полагают, что живописец также изобразил герцогиню Урбино на картине «Портрет девушки в мехах» 1535 года, которая находится в Музее истории искусств в Вене и на картине «Венера Урбинская» 1538 года, входящей в собрания галереи Уффици во Флоренции. В собраниях Галереи и музея города Камерино хранится детский портрет Джулии да Варано кисти Доссо Досси.